# Stefan Szramel
Stefan Szramel (ur. 22 lutego 1939 we Lwowie, zm. 23 marca 2018 w Krakowie) – polski aktor teatralny i filmowy.

## Życiorys
W 1962 roku ukończył studia na PWST w Krakowie. W tym samym roku, 21 listopada, miał miejsce jego debiut teatralny.

W latach 1962–64 występował w Teatrze Polskim w Bielsku-Białej, w latach 1964–73 w Teatrze im. Juliusza Słowackiego w Krakowie, a w latach 1973–2004 na deskach Teatru Starego. Zmarł 23 marca 2018 roku w wieku 79 lat. Został pochowany 28 marca na Cmentarzu Salwatorskim w Krakowie (sektor J, rząd 1, numer grobu - 18).

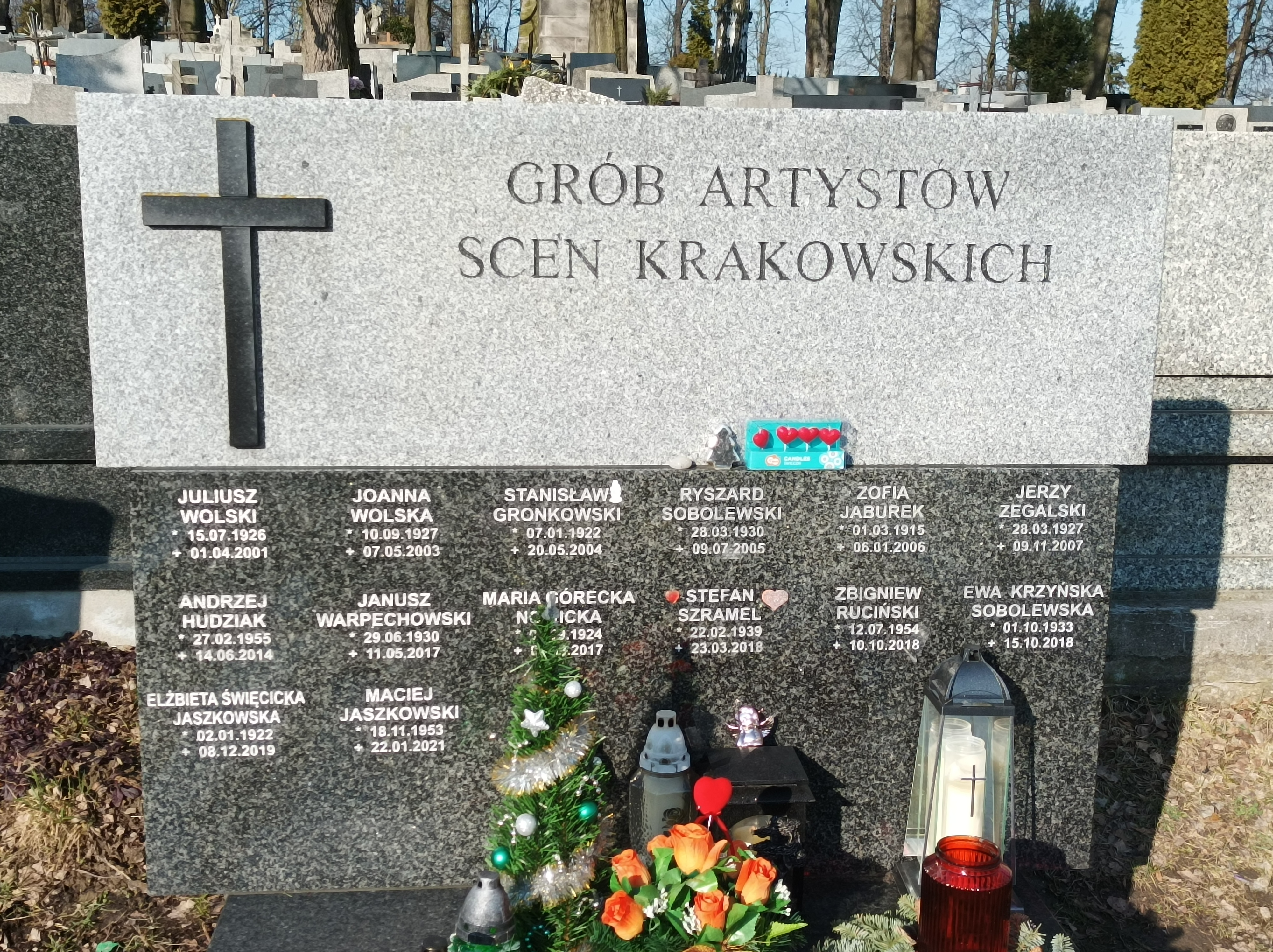
Grób Stefana Szramla na cmentarzu Salwatorskim w Krakowie

## Filmografia
- 1968: Stawka większa niż życie jako dowódca oddziału polskich spadochroniarzy (odc. 16)
- 1971: Bolesław Śmiały jako Obsada aktorska
- 1973: Janosik jako czeski hajduk (odc. 7)
- 1974: Sędziowie jako Nauczyciel
- 1974: Najważniejszy dzień życia jako kolega Krzysztofa w Krakowie (odc. 6)
- 1978: Ślad na ziemi jako członek rodziny Jasparskich (odc. 5)
- 1979: Po drodze jako występuje w roli samego siebie, aktora występującego w przedstawieniu "Biesów"
- 1980: Z biegiem lat, z biegiem dni... jako Gorecki, mąż Podlipskiej (odc. 5)
- 1980: Constans jako lekarz
- 1985: ... jestem przeciw jako przyjaciel ojca Jacka
- 1986: Blisko, coraz bliżej jako Obsada aktorska (odc. 17)
- 1986: Dziennik dla moich ukochanych jako Obsada aktorska
- 2009: Rewizyta jako lekarz; w scenach archiwalnych z filmu "Constans" z 1980 roku

## Teatr telewizji
Zagrał w kilkudziesięciu spektaklach Teatru TV, między innymi rolę Pantalejmona w spektaklu „Diaboliada” z 1989 roku.